# Перри, Джей Джей
Джей Джей Перри (англ. J.J. Perry, родился 25 октября 1967 года) — американский мастер боевых искусств, актёр, каскадёр и режиссёр.
Перри начал заниматься боевыми искусствами в 1975 году, и  а в 1980-х годах, после увольнения с военной службы начал практиковать трюковые номера. Обладает чёрным поясом по тхэквондо пятой степени, который он заработал в возрасте двенадцати лет, и чёрный пояс второй степени по хапкидо.
Свою актёрскую карьеру Дж. Дж. Перри начал с дебютной роли в фантастическом боевике «Смертельная битва 2: Истребление», где он исполнил роль сразу трёх персонажей: Скорпиона, Сайрэкса и Нуб Сайбота (на роль Скорпиона планировался Крис Касамасса, но он на тот момент работал в «Бэтмен и Робин», в котором являлся дублёром Бэтмена, хотя в «Смертельная битва: Завоевание» роль Скорпиона досталась уже ему), также появился и в сериале «Смертельная битва: Завоевание», но на этот раз в качестве основного соперника Скорпиона Саб-Зиро, а также выполнял трюки для главного героя Кун Лао, роль которого исполнил Паоло Монтальбан. Помимо появления в эпизоде в «Завоевании», Перри ставил разнообразные трюки для телевизионных шоу и фильмов, таких как «Баффи — истребительница вампиров», «Царь скорпионов», «Неоспоримый-2» и многие другие.
Начиная с 2006-го, Джей Джей Перри работает также в качестве режиссёра второго состава (то есть снимает простые сцены для фильмов, панорамные съёмки и так далее).

## Фильмография

### Актёр
- 1996 / Кровавый спорт 3 / J.J. Tucker;
- 1997 — Смертельная битва 2: Истребление / Mortal Kombat: Annihilation — Скорпион / Сайракс / Нуб Сайбот;
- 1998 — Смертельная битва: Завоевание / Mortal Kombat: Conquest — Саб-Зиро (1 эпизод);
- 2000 — Смертельная битва: Федерация боевых искусств / Mortal Kombat: Federation of Martial Arts — Саб-Зиро;
- 2004 — Макс-разрушитель: Проклятие нефритового дракона / Max Havoc: Curse of the Dragon — рефери на кикбоксёрском поединке;
- 2005 — Сегодня ты умрёшь / Today You Die — бандит;
- 2007 — Приключения Джонни Тао: Рок и дракон / Adventures of Johnny Tao — Лидо, главарь байкеров;
- 2009 — Турнир на выживание / The Tournament — Монтоя;
- 2013 — Мачете убивает / — наёмник Воза;
- 2014 — Дивергент / Divergent — телохранитель в офисе Джанин;
- 2014 — Джон Уик / John Wick — охранник.

### Режиссёр
- Дневная смена / Day Shift
- Игра киллера / The Killer's Game
- Afterburn

### Каскадёр
- 1987 — Меня все еще путают с Брюсом / They Still Call Me Bruce;
- 1992 — Кровавый кулак 3: Вынужденный поединок / Bloodfist III: Forced to Fight;
- 1992 — Железное сердце / Ironheart;
- 1992 — Честь и ярость / Rage and Honor;
- 1993 — Лучшие из лучших 2 / Best of the Best II;
- 1993 — Крутой Уокер / Walker, Texas Ranger;
- 1994 — Киборг-охотник / Cyber Tracker;
- 1995 — Кулак Северной Звезды / Fist of the North Star;
- 1995 — Лучшие из лучших 3 / Best of the Best III: No Turning Back;
- 1995 — Смертельная битва / Mortal Kombat (дублёр Линдена Эшби);
- 1996 — Детектив Нэш Бриджес / Nash Bridges;
- 1996 — Мерцающий / The Glimmer Man;
- 1996 — Силач Санта-Клаус / Santa with Muscles;
- 1997 — Бэтмен и Робин / Batman & Robin;
- 1997 — Драйв / Drive;
- 1997 — Смертельная битва 2: Истребление / Mortal Kombat: Annihilation;
- 1998 — Смертельный выкуп / Deadly Ransom;
- 1998 — Блэйд / Blade;
- 1998 — Зачарованные / Charmed;
- 1998-1999 — Смертельная битва: Завоевание / Mortal Kombat: Conquest (3 эпизода);
- 1999 — Дикий, дикий Запад / Wild Wild West;
- 1999 — Три короля / Three Kings;
- 1998-2000 — Китайский городовой / Martial Law (8 эпизодов);
- 2001 — Фактор страха / Fear Factor (телешоу);
- 2001 — Планета обезьян / Planet of the Apes;
- 2001 — Расследование Джордан / Crossing Jordan;
- 2001 — Противостояние / The One;
- 2002 — Царь Скорпионов / The Scorpion King (в титрах не указан);
- 2002 — Дикая банда / Deuces Wild;
- 2002 — Баллистика: Экс против Сивер / Ballistic: Ecks vs. Sever;
- 2002 — Светлячок / Firefly;
- 2003 — Сорвиголова / Daredevil;
- 2003 — Управление гневом / Anger Management;
- 2003 — База «Клейтон» / Basic;
- 2003 — 24 часа / 24 (1 эпизод);
- 2003 — Сокровище Амазонки / The Rundown;
- 2003 — Патруль времени 2: Берлинское решение / Timecop: The Berlin Decision (постановщик боевых сцен);
- 2004 — Макс-разрушитель: Проклятие нефритового дракона / Max Havoc: Curse of the Dragon;
- 2005 — Константин / Constantine;
- 2005 — Будь круче / Be Cool (дублёр Джона Траволты);
- 2005 — Три икса 2: Новый уровень / xXx: State of the Union;
- 2005 — Миссия Серенити / Serenity (дублёр Нейтана Филлиона);
- 2005 — Сегодня ты умрешь / Today You Die;
- 2005 — Домино / Domino;
- 2005 — Иностранец 2: Черный рассвет / Black Dawn;
- 2006 — Альфа Дог / Alpha Dog;
- 2006 — Ультрафиолет / Ultraviolet;
- 2006 — Неоспоримый 2 / Undisputed II: Last Man Standing (постановщик боевых сцен);
- 2006 — Клик: с пультом по жизни / Click;
- 2006 — Отпуск по обмену / The Holiday;
- 2007 — Приключения Джонни Тао / Adventures of Johnny Tao (ассистент координатора трюков);
- 2007 — Найти убийцу / Urban Justice;
- 2007 — Беовульф / Beowulf;
- 2008 — Карточный долг / Pistol Whipped;
- 2008 — Специальное задание / The Shepherd;
- 2008 — Железный человек / Iron Man (координатор трюков);
- 2009 — Люди Икс: Начало. Росомаха / X-Men Origins: Wolverine (координатор трюков);
- 2009 — Ночь в музее 2 / Night at the Museum: Battle of the Smithsonian;
- 2009 — Кровь и кость / Blood and Bone;
- 2009 — Аватар / Avatar;
- 2010 — Возмездие / Edge of Darkness;
- 2010 — Паранормальное явление 2 / Paranormal Activity 2;
- 2011 — Приключения Тинтина: Тайна Единорога / The Adventures of Tintin;
- 2012 — Другой мир 4: Пробуждение / Underworld: Awakening (координатор трюков);
- 2012 — Игра на выживание / Gone;
- 2012 — Вспомнить всё / Total Recall (координатор трюков);
- 2012 — Операция Арго / Argo (координатор трюков);
- 2012 — Неудержимый / Bullet to the Head (постановщик боевых сцен);
- 2012 — Джанго освобождённый / Django Unchained;
- 2013 — Охотники на гангстеров / Gangster Squad;
- 2013 — Падение Олимпа / Olympus Has Fallen (дублёр Джерарда Батлера);
- 2013 — После нашей эры / After Earth;
- 2013 — Стартрек: Возмездие / Star Trek Into Darkness (в титрах не указан);
- 2013 — Мачете убивает / Machete Kills;
- 2013 — Игра Эндера / Ender’s Game;
- 2013 — Олдбой / Old Boy;
- 2014 — Дивергент / Divergent;
- 2014 — Трансформеры: Эпоха истребления / Transformers: Age of Extinction;
- 2014 — Черепашки-ниндзя / Teenage Mutant Ninja Turtles;
- 2014 — Неудержимые 3 / The Expendables 3;
- 2014 — Джон Уик / John Wick;
- 2015 — Шпион / Spy;
- 2015 — Последний охотник на ведьм / The Last Witch Hunter;
- 2016 — Механик: Воскрешение / Mechanic: Resurrection (постановщик боевых сцен);
- 2017 — Джон Уик 2 / John Wick 2 (координатор трюков);
- 2017 — Форсаж 8 / The Fate of the Furious (координатор трюков);
- 2017 — Темная башня / The Dark Tower (координатор трюков).

## Награды
- 2 Times California State Champion
- 2 Times National Junior Olympian
- Texas State Champion
- 2 Time All Army Champion
- 1990 Olympic Tae Kwon Do Team (Alternate)